# Brunvoll-Gletscher
Der Brunvoll-Gletscher ist ein Gletscher im ostantarktischen Mac-Robertson-Land. Er fließt in nördlicher Richtung zur Kooperationssee, die er zwischen dem Murray-Monolithen und dem Torlyn Mountain im Osten, und dem im Westen gelegenen Scullin-Monolithen mit dem Mikkelsen Peak erreicht.
Der norwegische Walfanghistoriker Bjarne Aagaard (1873–1956) benannte den Gletscher nach den Brüdern  Arnold (1898–1932) und Sæbjørn Brunvold (1900–1979) [sic!], zwei norwegische Walfängerkapitäne, die im Januar 1931 vor diesem Küstenabschnitt operierten.